# Aaptos durissima
Aaptos durissima är en svampdjursart som först beskrevs av Carter 1882.  Aaptos durissima ingår i släktet Aaptos och familjen Suberitidae.
Artens utbredningsområde är Bahamas. Inga underarter finns listade i Catalogue of Life.